# Музеј пчеларства породице Живановић
Музеј пчеларства породице Живановић се налази у Сремским Карловцима, основан је 1968. године, жељом Боривоја Живановића, унука Јована Живановића, професора и оца модерног пчеларства на просторима Србије.
У музеју је прикупљено и изложено низ предмета који сведоче о људском бављењу пчелама кроз историју. Данас се може видети неколико типова кошница, истресаљке из 1876. и 1899. године, парни топионик за восак из 1881. године, димилице и разни алат, породичне фотографије и признања и дипломе.
Најатрактивнији експонат је кошница реплика манастира Раванице из 1880. године. Она је годинама украшавала пчелињак професора Живановића и његових наследника.
Музеј пчеларства је 2015. године установио је награду Професор Јован Живановић, за истраживачко новинарство које доприноси сазнањима из области народне културе, традиције и обичаја народа који живе у Србији.

## Галерија
- Двориште музеја
- Унутрашњост музеја